# Egernia hosmeri
Espèce
Egernia hosmeri est une espèce de sauriens de la famille des Scincidae.

## Répartition
Cette espèce est endémique d'Australie. Elle se rencontre dans le Territoire du Nord et au Queensland.

## Description
C'est un saurien vivipare.

## Étymologie
Cette espèce est nommée en l'honneur de William Hosmer.

## Publication originale
- Kinghorn, 1955 : Herpetological notes. No. 5. Records of the Australian Museum, vol. 23, p. 283-286 (texte intégral).